# GiovanBattista Brambilla
GiovanBattista Brambilla (Bérgamo, 1963) es un fotógrafo y crítico de fotografía italiano. 
Su formación como fotógrafo es autodidacta. Brambilla estudió el curso de D.A.M.S. (Discipline delle Arti, della Musica e dello Spettacolo) en la Universidad de Bolonia.
Sus primeros trabajos como fotógrafo estaba inspirados en retratistas como Cecil Beaton y Bruce Weber. Brambilla se especializó en desnudos masculinos. A partir de 1998 formó parte de la Agencia Fotográfica Grazia Neri de Milán y realizó trabajos de fotógrafo de personas famosas (entre otros lugares, trabajó en el Festival de cine de Venecia). Entre 1993 y 1994 fue asistente del retratista Gerald Bruneau.

## Premios
En enero de 2001 ganó el Premio Kodak con una foto tomada durante el Día del orgullo gay de Roma, publicada en la revista Max.

## Publicaciones
Las fotos de Brambilla han aparecido en numerosos libros y revistas de Italia y el extranjero, especialmente en las dedicadas a un público gay. Su primer libro monográfico se publicó en 1996 (Un'altra estate, Ed. Babilonia, Milán). A partir de 1999 colabora como fotógrafo asiduamente con el mensuario italiano Pride. Como crítico fotográfico ha publicado artículos en el noticiario Parallasse de Roma. También colaboró como articulista en la revista gay Babilonia, donde mantuvo una sección titulada «Peccati & Peccatori». 
Figura en publicaciones colectivas internacionales sobre fotografía, como Mein schwules Auge 7 y Porn from Andy Warhol to X-Tube.

## Exposiciones
- 1987. Cassero, Bolonia
- 1994. Studio Gallieno, Roma
- 1995. Galería Carla Sozzani, Milán (exposición colectiva "Centofiori")
- 1997. Nite Lite, Bérgamo
- 2002. Librería Babele, Milán
- 2004. Re Desiderio, Brescia
- 2007. Arte e Omosessualità: da Wilhelm von Gloeden a Pierre et Gilles. Comisarios: Eugenio Viola y Vittorio Sgarbi. Palazzina Reale, Florencia (27 de octubre de 2007-6 de enero de 2008)